# Kirche Breitscheid

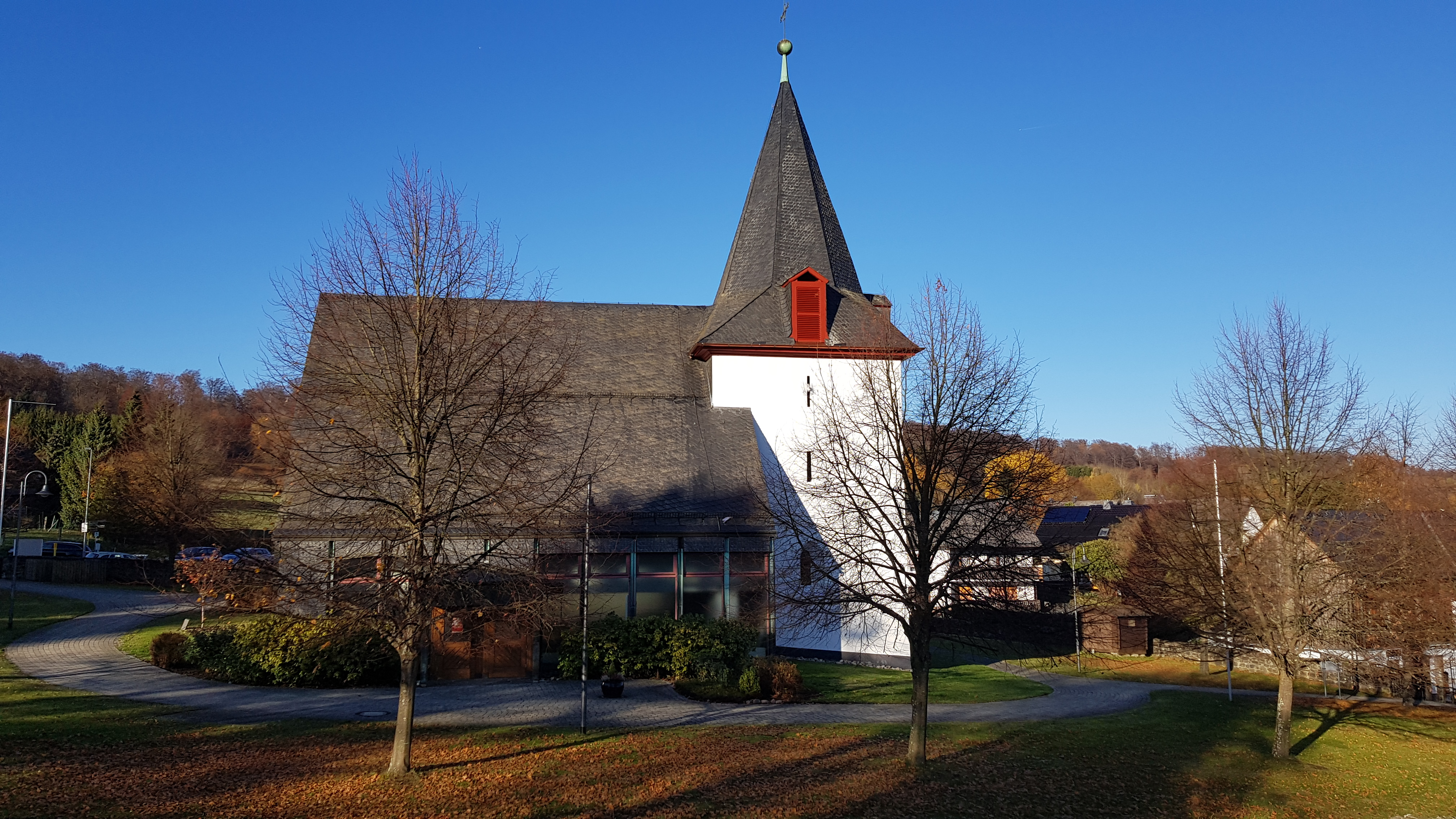
Evangelische Kirche Breitscheid

Die evangelische Kirche Breitscheid ist ein denkmalgeschütztes Kirchengebäude in Breitscheid, einer Gemeinde im Lahn-Dill-Kreis von Hessen. Die Kirchengemeinde Breitscheid gehört zum Dekanat an der Dill in der Propstei Nord-Nassau der Evangelischen Kirche  in Hessen und Nassau.

## Geschichte
Da den Gläubigen der Weg zur Kirche in Herborn zu weit war, erbaute die Gemeinde 1309 in Breitscheid eine eigene Kirche. Es war zunächst eine zweischiffige Hallenkirche mit je drei Jochen. Sie wurde 1629 zugunsten einer Saalkirche umgebaut und 1727 erweitert. Von dieser ist der Chorturm erhalten. Das Kirchenschiff wurde 1970 wegen Baufälligkeit abgerissen und in der jetzigen Form neu gebaut. Die Neueinweihung fand im Advent 1970 statt.

## Beschreibung
Der quadratische Chorturm hat einen achtseitigen, spitzen, schiefergedeckten Helm, hinter dessen vier Klangarkaden in den vier Dachgauben sich der Glockenstuhl befindet, in dem vier Kirchenglocken hängen. Der rundbogige Triumphbogen zwischen Chor und Kirchenschiff ist neueren Datums, zu erkennen an dem aufgemalten Quadermauerwerk.
Der Innenraum hat eine schlichte Ausstattung aus der ersten Hälfte des 18. Jahrhunderts. Über dem Altarraum spannt sich ein gebustes Kreuzgratgewölbe. Teile der Altarwände sind mit einer Ausmalung aus dem 14. Jahrhundert erhalten. Der Altar wurde 1970 aufgestellt. Im Zuge von Baumaßnahmen wurden im Chorturm Wandgemälde entdeckt, die übertüncht waren. Sie zeigen einen Ritter mit einem schwarzen Kreuz, Petrus, zwei Engel, Paulus und kranke Menschen. Der abgebildete Ritter könnte ein Hinweis auf den Deutschorden sein.
Das Kirchengeläut besteht aus vier Glocken. Zwei davon sind mittelalterlich, wobei die älteste Glocke 1450 von Johann Brauweiler gegossen wurde. Sie wurde im 2. Weltkrieg abtransportiert, konnte jedoch 1949 unbeschädigt wieder in den Kirchturm eingesetzt werden. Zwei zusätzliche Glocken wurden von der Glocken- und Kunstgießerei Rincker 1958 gegossen als Ersatz für die im Zweiten Weltkrieg abgelieferten. Die eine der beiden im Krieg eingeschmolzenen Glocken trug die Inschrift „Aber des Herrn Wort bleibt in Ewigkeit! - Im Notjahr der Kirche 1934 gossen mich die Gebrüder Rinker, Sinn“ und gehört zu den wenigen Bekenntnis-Glocken, in die in der NS-Zeit gegossen und eingeweiht wurden.
Eine sechsseitige Kanzel von 1728 ist auf einer gedrehten Säule aufgesetzt. Der neue Taufstein aus Diabas wurde 1991 vom Steinmetzmeister Christof Henn aus Breitscheid hergestellt.
Die Orgel mit dreiteiligem Prospekt von 1757 könnte von Johannes Tröster erbaut worden sein; andere Dokumente von 1788 nennen einen Orgelbauer Dreuth aus Griedel bei Butzbach. Sie wurde im Rahmen des Neubaus des Kirchenschiffs von der Förster & Nicolaus Orgelbau umgebaut.